# Lumbricillus fennicus
Lumbricillus fennicus är en ringmaskart som beskrevs av Nurminen 1964. Lumbricillus fennicus ingår i släktet Lumbricillus och familjen småringmaskar. Arten är reproducerande i Sverige. Inga underarter finns listade i Catalogue of Life.